# Dorfkirche Liederstädt

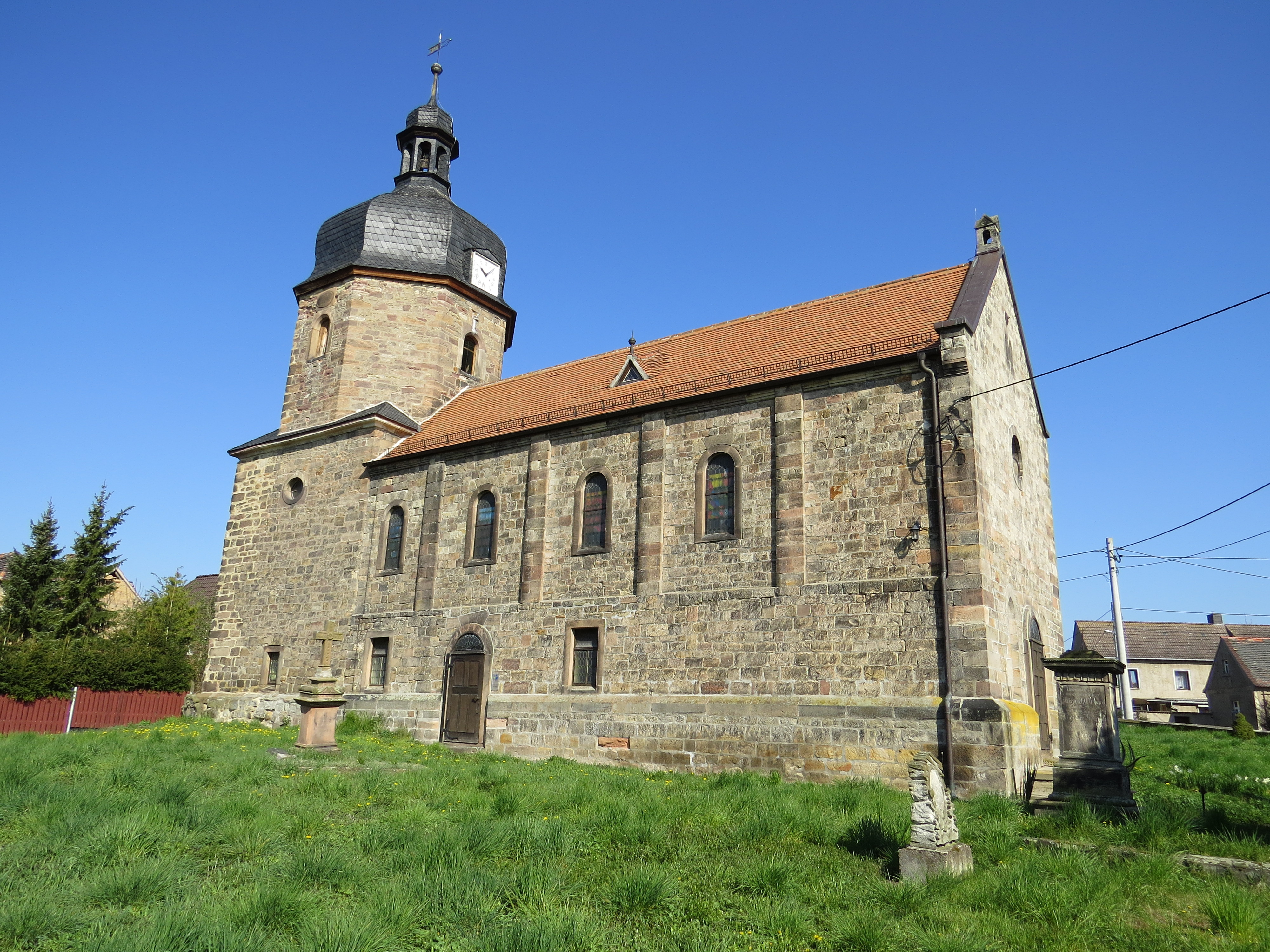
Dorfkirche von Süden

Die Dorfkirche ist die Kirche von Liederstädt, einem Ortsteil der Stadt Querfurt. Im lokalen Denkmalverzeichnis ist das Bauwerk unter der Erfassungsnummer 094 21001 verzeichnet. Die Kirchengemeinde Liederstädt gehört zum Kirchspiel Querfurt im Kirchenkreis Merseburg der Evangelischen Kirche in Mitteldeutschland.

## Geschichte
Die Dorfkirche entstand einst als Filialkirche des Klosters Vitzenburg. Im 13. Jahrhundert wurde die Kirche mit Westturm errichtet. Nachdem das Kloster im Zuge der Reformation 1540 aufgehoben, worden war, diente sie als evangelische Gemeindekirche. Im 18. Jahrhundert erfolgte eine Umgestaltung, bei der der Turm eine neue Glockenstube mit welscher Haube erhielt. Um 1880 wurde das Kirchenschiff erweitert und umgebaut. Dabei wurde auch eine neue Innenausstattung eingebaut. Um 1960 wurde die Kirche letztmals saniert.

## Architektur und Ausstattung
Die Dorfkirche Liederstädt ist eine einschiffige Saalkirche auf rechteckigem Grundriss. Der Turm steht auf quadratischem Grundriss und mündet nach oben in eine oktogonale Glockenstube mit schiefergedeckter Schweifhaube und Laterne.
Das Kirchenschiff zeigt Eckquaderungen und kleine Rundbogenfenster. Die Ostfront ist als gerader Abschluss gestaltet, der von einer Tür und zwei schmalen Spitzbogenfenstern durchbrochen wird. Das Innere wird von einer flachen, dunklen Holzdecke überspannt. Der Kanzelaltar ist mit beidseitigen Verschlägen in schlichten Formen aus dunklem Holz gefertigt, wobei der polygonale Kanzelkorb keinen Schalldeckel besitzt. Über dem Altar sind links ein Kugelkreuz und rechts ein Bibelwort aufgebracht. 
Die Empore ist eingeschossig und hufeisenförmig, sie ist heute hell gefärbt. Die Kirche wird wenig genutzt.

## Orgel
Die heutige Orgel wurde von der Bleicheroder Werkstatt R. Knauf & Sohn im Jahr 1896 errichtet. Das Instrument besitzt zehn Register auf zwei Manualen und Pedal. Heute ist die Orgel nicht mehr spielbar.

## Glocken
Die heutige Glocke wurde um 1275 in Übergangsform zwischen Bienenkorb und Zuckerhut in leichter Rippe gegossen. Das Instrument ist mit einer geritzten Inschrift sowie Pentagrammen und anderen eingegossenen Symbolen verziert. Die Glocke mit dem Nominal g′ ist eines der wertvollsten und ältesten Instrumente des Kirchenkreises. Im 14. Jahrhundert wurde eine weitere Glocke gegossen, die später verschwand. 1887 entstand eine dritte Glocke in der Gießerei Ulrich aus Laucha, die im Nominal d″ erklang. 1917 wurde das Instrument abgenommen, sodass sich nur mehr die älteste Glocke im Turm befindet. 2010 erhielt sie eine elektrische Läuteanlage mit Linearantrieb.